# Cambio climático en Brasil

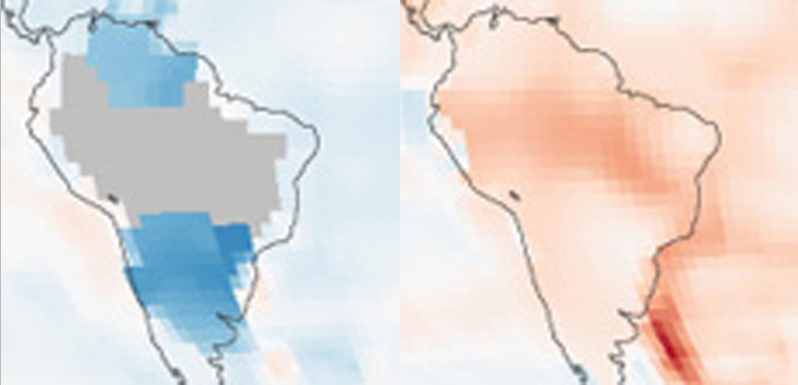
Temperaturas en las décadas de 1880 y 1980, en comparación con el promedio entre 1951 y 1980. El interior de Brasil no tiene muchos datos disponibles en el, lo que genera más incertidumbre, pero en las áreas cubiertas por las mediciones las diferencias son muy visibles. El gráfico es un extracto de una estimación global producida por la NASA.

El cambio climático en Brasil se debe a los gases de efecto invernadero emitidos por actividades humanas. La contribución de Brasil a las emisiones de gases de invernadero por persona son más altas que el promedio global. La mayoría de los países que emiten grandes cantidades de estos gases lo hacen mediante la quema de gasolina en automóviles y camiones y el uso de gas natural y carbón en centrales eléctricas. Sin embargo, las emisiones de Brasil provienen de la deforestación de la selva amazónica (que ya no puede absorber dióxido de carbono) y de las grandes explotaciones ganaderas, donde las vacas producen metano.

Predicción de Köppen para 2071-2100.

El efecto invernadero del exceso de dióxido de carbono y metano hace que la selva amazónica sea más caliente y seca, resultando en más incendios forestales en Brasil. Partes de la selva tropical corren el riesgo de convertirse en sabana.
En el Acuerdo de París, Brasil prometió reducir sus emisiones, pero el actual gobierno de Bolsonaro ha sido criticado por hacer muy poco para limitar el cambio climático o adaptarse al cambio climático.

## Emisiones de gases de efecto invernadero
En el 2020 se informaron cifras oficiales para 2016: agricultura 33,2%, sector energético 28,9%, uso de la tierra, cambio de uso de la tierra y silvicultura (LULUCF) 27,1%. Los procesos industriales y el uso de productos (IPPU) y los residuos contribuyeron con un 6,4% y un 4,5%, respectivamente.
Según el Observatorio Climático Brasileño, el país emitió 2.170 millones de toneladas brutas de dióxido de carbono equivalente (tCO2e) en el 2019. La deforestación representó 968 millones de tCO2e, que fue el 44% del total, la agricultura emitió 598.7 millones de toneladas de CO2e (28%) el sector energético 413,6 millones de tCO2e (19%), la industria 99 millones de tCO2e (5%) y los residuos 96 millones de tCO2e (4%).
En 2019, en promedio, los brasileños emitieron 10 toneladas brutas de CO2e cada uno, en comparación con el promedio mundial de 7 toneladas por persona.
Para el investigador Emilio La Rovere, uno de los coordinadores de un informe del 2013, "si no se hace nada para restringir las emisiones posteriores a 2020, Brasil podría emitir 2.500 millones de toneladas de dióxido de carbono a partir de 2030. Para darle una idea, el número supera el total del 2005, cuando las emisiones sumaron alrededor de 2 mil millones de toneladas".

### Consumo de energía

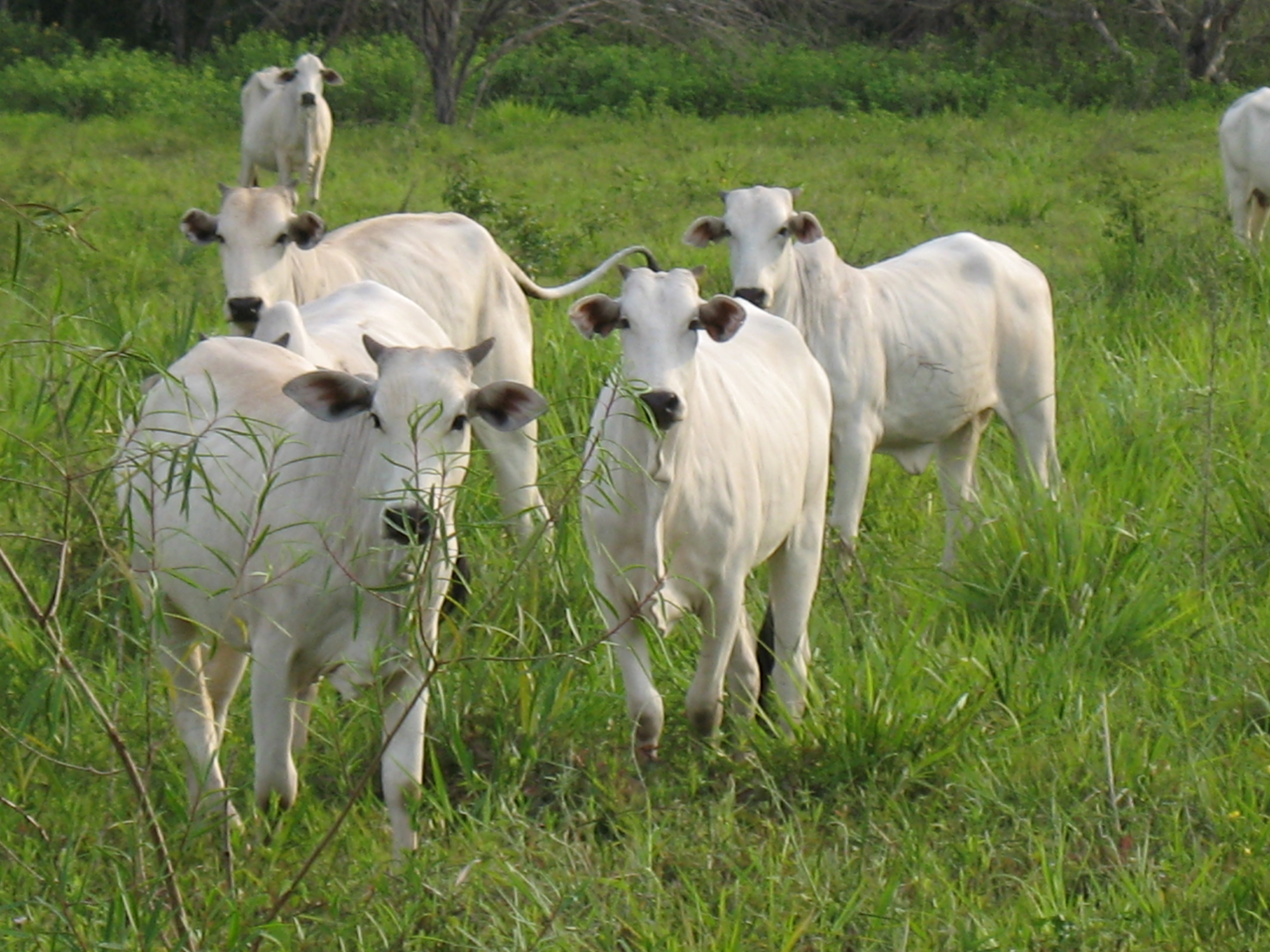
Los eructos después de la fermentación entérica contienen metano y el manejo del estiércol puede emitir metano y óxido nitroso.

El mayor emisor en el sector energético son los productos derivados del petróleo que se utilizan como combustible para el transporte en Brasil, pero el sector eléctrico de Brasil quema parte del gas natural y el carbón. Entre el 2016 y 2017, las centrales eléctricas de carbón en Brasil recibieron más de mil millones de reales en subsidios. En el Convenio sobre la Diversidad Biológica, Brasil se comprometió a eliminar gradualmente los subsidios perjudiciales para el medio ambiente para el 2020.

### Industria ganadera
En el 2012, Brasil tenía el segundo mayor número de bovinos del mundo, con 205 millones de cabezas. Las vacas son rumiantes que emiten gases de efecto invernadero como el metano y el óxido nitroso.

### Deforestación
En Brasil se talan árboles para crear campos para el ganado y la soja. La deforestación alcanzó su punto máximo en 2004 y luego disminuyó hasta principios de la década de 2010. Desde entonces, la deforestación ha tendido a aumentar hacia el 2020.

## Impactos en el entorno natural

### Cambios de temperatura y clima
Según el Instituto Nacional de Investigaciones Espaciales de Brasil, estudios recientes muestran que, con excepción de tramos de la costa de Chile, donde se ha producido un ligero enfriamiento en las últimas décadas, en todas las demás áreas de América del Sur, las predicciones indican un aumento de temperatura.

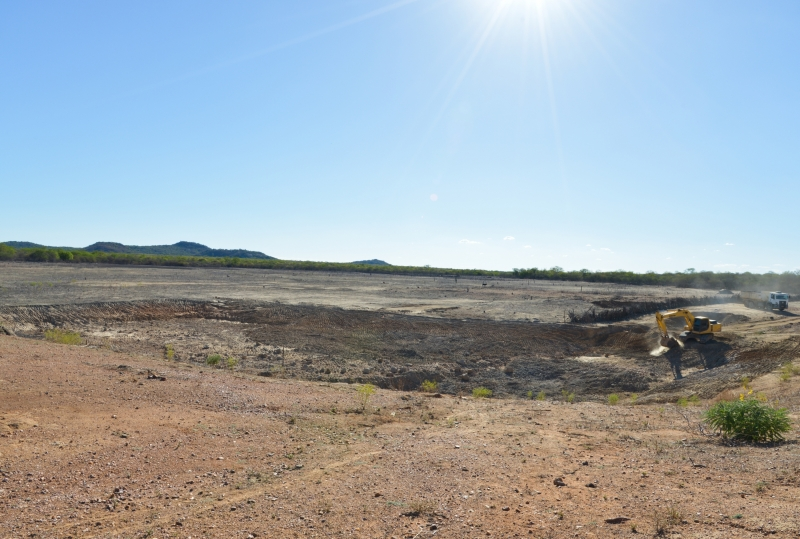
Embalse vacío en Petrolina, en el interior de Pernambuco, en la sequía de 2013.

La Amazonía tiene un papel destacado en la regulación del clima en todo Brasil y otras regiones de América del Sur. Su bosque es un importante sumidero de carbono y es fundamental para la formación de las lluvias que riegan gran parte del país. Del 30% al 50% de la lluvia en la cuenca del Amazonas se origina en el propio bosque a través de la evaporación. Además, la humedad originada en la cuenca amazónica es transportada por los vientos a otras partes del continente y se considera importante en la formación de precipitaciones en regiones distantes de la propia Amazonía. Naturalmente, si el bosque desaparece, las lluvias desaparecerán. Se crea un círculo vicioso en el que si la deforestación supera un cierto nivel crítico, estimado en alrededor del 40% de las pérdidas, el bosque no podrá generar suficiente lluvia para mantenerse: cuanto menos bosque, menos precipitación, y menos precipitación, el menos bosque. Aproximadamente el 19% de la selva amazónica ya se ha perdido, y estudios recientes indican que está cerca de pasar el punto crítico, más allá del cual su degradación se volverá irreversible. Además de los problemas en la Amazonía, todos los demás biomas nacionales - el Cerrado, el Semiárido, el Pantanal, la Mata Atlántica y la Pampa - también sufren efectos importantes, la mayoría de ellos con tendencia creciente, contribuyendo a amplificar la cascada de efectos.
Otra parte importante de las lluvias brasileñas proviene de la circulación de la humedad del océano. El calentamiento global también tiene un impacto en las corrientes oceánicas que influyen en el clima brasileño, y los vientos que llevan la humedad que llega a Brasil están modificando sus patrones, con el efecto de reducir el nivel de humedad atmosférica y perturbar la formación de nubes, reduciendo las precipitaciones. La reducción de las precipitaciones, a su vez, puede secar los acuíferos subterráneos. Estos factores combinados significan, en total, una reducción generalizada en la disponibilidad de agua y ambientes más secos en la mayor parte del país. En algunas regiones, sin embargo, debido a diferentes mecanismos, se espera que las lluvias aumenten, trayendo también efectos adversos. Según el PBMC, "el cambio con mayor impacto será un cambio en los patrones de lluvia. La investigación muestra que en el sur y sureste, regiones que sufren inundaciones y deslizamientos de tierra, las lluvias serán más fuertes y frecuentes. En el noreste, el la tendencia es la contraria.

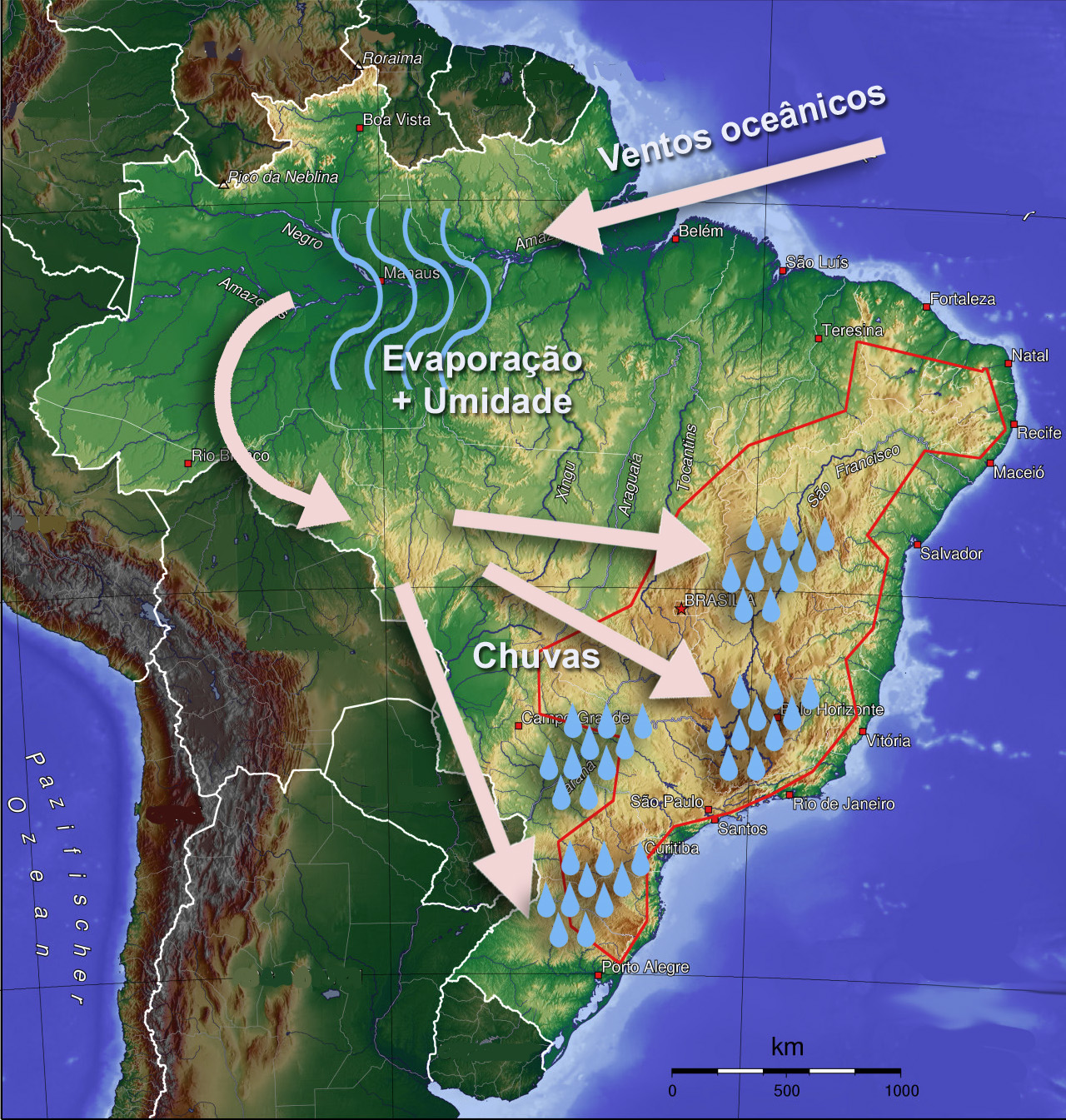
Circulación del viento y producción de lluvia a través de la selva amazónica. Los vientos oceánicos penetran en la Amazonía se impregnan de la humedad que produce el bosque por evaporación, y esta humedad se descarga en forma de lluvia en varias regiones de Brasil y otros países de América del Sur.

#### Proyecciones del Primer Informe de Evaluación Nacional sobre Cambio Climático (2012)
En el resumen ejecutivo del 1er Informe PBMC, se destacan las limitaciones del estudio. Debido a que algunas proyecciones se hicieron basadas en datos incompletos, existe cierta incertidumbre sobre las conclusiones. A pesar de esto, los resultados de los modelos lograron captar muy bien el comportamiento del clima actual y, por lo tanto, las proyecciones de cambios climáticos futuros a lo largo del siglo XXI. Teniendo en cuenta las diferentes proyecciones que implican impactos potenciales en los sistemas naturales y humanos (socioeconómicos y ambiental), ya es posible analizar los impactos esperados del cambio climático en los distintos sectores de Brasil, y la planificación y toma de decisiones para definir estrategias de adaptación y políticas de mitigación.

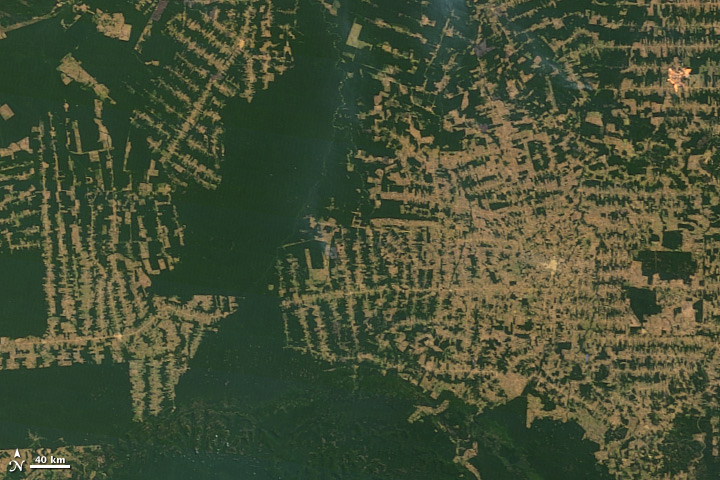
Deforestación en Rondônia.

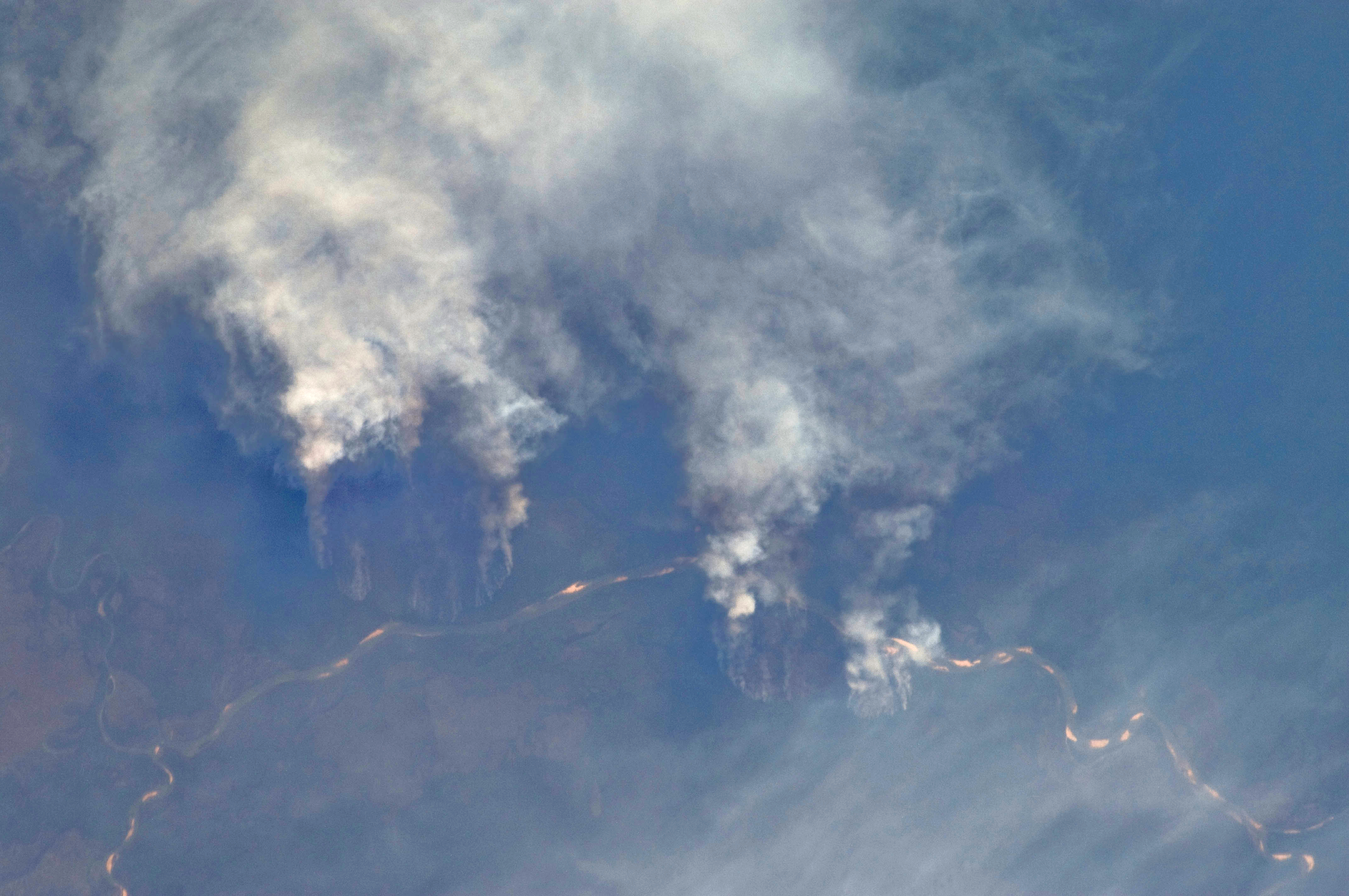
Humo de la quema a lo largo del río Xingu.

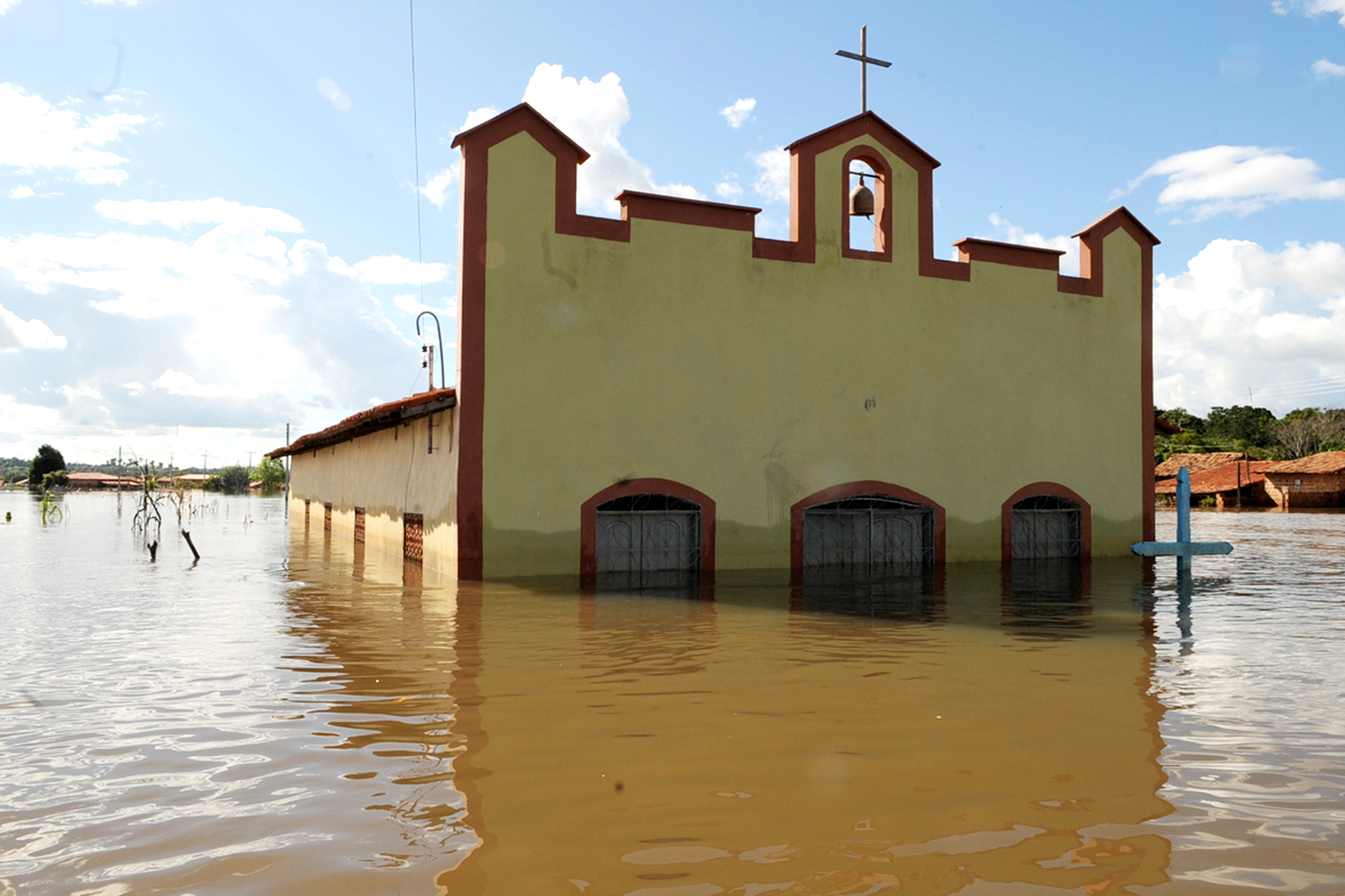
Trizidela do Vale bajo el agua en la inundación de 2009

Para el Semiárido-Caatinga, un aumento de hasta 4.5 °C en la temperatura del aire y una reducción de hasta un 50% en las precipitaciones. El ambiente, naturalmente muy seco y con escasa vegetación, puede convertirse parcialmente en desierto. Para el Cerrado las perturbaciones serían similares, con un aumento de temperatura de hasta 5,5 °C y una disminución de hasta un 45% en las precipitaciones. El Cerrado concentra hoy la mayor parte de las actividades agrícolas en Brasil. El Pantanal también se vería muy afectado, con hasta 4,5 °C más de temperatura y hasta un 45% menos de lluvia. En la Mata Atlántica el clima se mantendría hasta 3 °C más cálido y hasta un 30% más lluvioso. Para Pampa habría, hasta 3 °C de aumento en los promedios de temperatura, y lluvias hasta un 40% por encima de lo normal.
No solo cambiarán los totales de precipitación, sino que pueden comenzar a ocurrir en patrones más erráticos y violentos, con sequías más intensas y prolongadas y episodios de inundaciones más graves y frecuentes, que varían en las diferentes regiones. Según el informe, "los escenarios apuntan a una disminución de las precipitaciones en los meses de invierno en todo el país, así como en el verano en la Amazonia oriental y el Nordeste. [...] En cambio, el país podría experimentar un aumento de la frecuencia e intensidad de lluvias intensas en la región subtropical (región sur y parte del sureste) y en el extremo occidental de la Amazonía ". También se prevén cambios en los niveles y la disponibilidad de agua subterránea.

### Aumento del nivel del mar
Las mediciones en la costa de São Paulo indican que el nivel del mar ha subido 30 cm en el último siglo, superando el promedio mundial, y ya hay muchos signos de erosión costera, las aguas subterráneas se salan gradualmente, las resacas aumentan, causando daños a la infraestructura. de las ciudades costeras. Veinte playas corren peligro de desaparecer. En Recife, la famosa playa de Boa Viagem perdió algunos tramos tragados por el mar, y Olinda perdió el 59% de su franja de arena entre el 1995 y 2010.

### Ecosistemas
Los ecosistemas de Brasil se verán afectados por los cambios de temperatura y las precipitaciones. En las proyecciones del 1er Informe, para fines del siglo XXI, la Amazonía puede experimentar una reducción de hasta un 45% en las precipitaciones y un aumento de la temperatura promedio de hasta 6 °C. Esto se acerca a los peores escenarios previstos por el Panel Intergubernamental sobre Cambio Climático (IPCC), que predijo cambios importantes en la mayor parte del bioma. Sin embargo, el impacto de la deforestación no se consideró en la evaluación, lo que ciertamente aumentará los niveles de variación hasta cierto punto. La evolución del escenario futuro dependerá del éxito del país en el manejo de las amenazas al bioma. Después de una tendencia de una década de reducción de las tasas de deforestación, los últimos años han documentado un rápido aumento en la destrucción de árboles. Un informe estimó que si el 40% del bosque desaparece, las sequías aumentarán y convertirán gran parte del bosque en sabana. Esto resultará en una reducción drástica de la biodiversidad y también tendrá un efecto negativo en la cantidad de lluvia que Brasil puede esperar.

## Impactos en personas

### Impactos económicos
Hay múltiples impactos del cambio climático en los sistemas básicos de producción brasileños, como el aumento de la escasez existente y el aumento de los costos de producción. También se espera que ocurran desastres naturales cada vez más graves. Esto probablemente dará lugar a problemas importantes para el suministro de alimentos, la salud pública, la producción industrial, el comercio, la infraestructura, la calidad de vida general de la población y la seguridad nacional en su conjunto, y los pobres sufrirán las consecuencias más graves. Las áreas más vulnerables a impactos mayores son las regiones Nordeste y Sudeste, exactamente donde se concentra la mayoría de la población brasileña, y las grandes ciudades, que en general están mal preparadas para afrontar el desafío.

#### Agricultura
En el sector agrícola, los impactos del cambio climático en Brasil serían múltiples y significativos. Aproximadamente 11 millones de hectáreas de tierra cultivable podrían perderse para 2030 debido al calentamiento. Dado que el calentamiento global también produce varios cambios químicos y físicos en el océano, interfiriendo con la vida acuática, se prevén problemas para la pesca nacional, tanto por la reducción de las poblaciones como por la redistribución geográfica de especies económicamente valiosas.[cita requerida]
Embrapa produjo un estudio de 2008, inspirado directamente en el trabajo del IPCC, especialmente en el Cuarto Informe, que se centra en la agroindustria y la seguridad alimentaria. Sus principales conclusiones son:
- El calentamiento global puede poner en peligro la producción alimentaria brasileña, provocando pérdidas que pueden alcanzar los 7,4 mil millones de reales en 2020 y hasta 14 mil millones en 2070;
- La soja, cuyo crecimiento explosivo en los últimos 30 años ha provocado un cambio sin precedentes en la estructura económica del país, probablemente sea el cultivo más afectado. En el peor de los casos, las pérdidas podrían llegar al 40% en 2070, lo que provocaría una pérdida de hasta 7.600 millones de reales;
- Se espera que el café pierda hasta un 33% del área de bajo riesgo en los principales estados productores, São Paulo y Minas Gerais, aunque puede tener ganancias en el sur del país;
- Maíz, arroz, frijol, algodón y girasol sufrirán una fuerte reducción de la zona de bajo riesgo en el Nordeste, con importantes pérdidas de producción.
- La yuca tendrá una ganancia general en el área de bajo riesgo, pero probablemente sufrirá graves pérdidas en el noreste;
- La caña de azúcar, uno de los pocos cultivos favorecidos, podría duplicar su superficie en las próximas décadas.

#### Industria ganadera
La sequía del 2012 en el Nordeste afectó a más de diez millones de personas y generó una pérdida de más de 16 mil millones de reales. En el 2013 el fenómeno se repitió con mayor intensidad, siendo considerado por la ONU como el peor de los últimos 50 años, dejando 1.200 municipios en estado de emergencia. Solo en Paraíba murieron 360.000 cabezas de ganado.

#### Sector energético
El cambio climático en Brasil también puede resultar en una crisis energética, ya que el mayor porcentaje de la electricidad nacional es generada por centrales hidroeléctricas. Se espera que haya una caída importante en el caudal de la mayoría de las grandes cuencas hidrográficas nacionales. Según el Observatorio del Clima, los estudios muestran una caída en el caudal de las principales cuencas hidrográficas brasileñas lo que empuja al sistema eléctrico a una situación de desequilibrio estructural: el sistema es incapaz de satisfacer la demanda, provocando carga desprendimiento - es decir apagones.

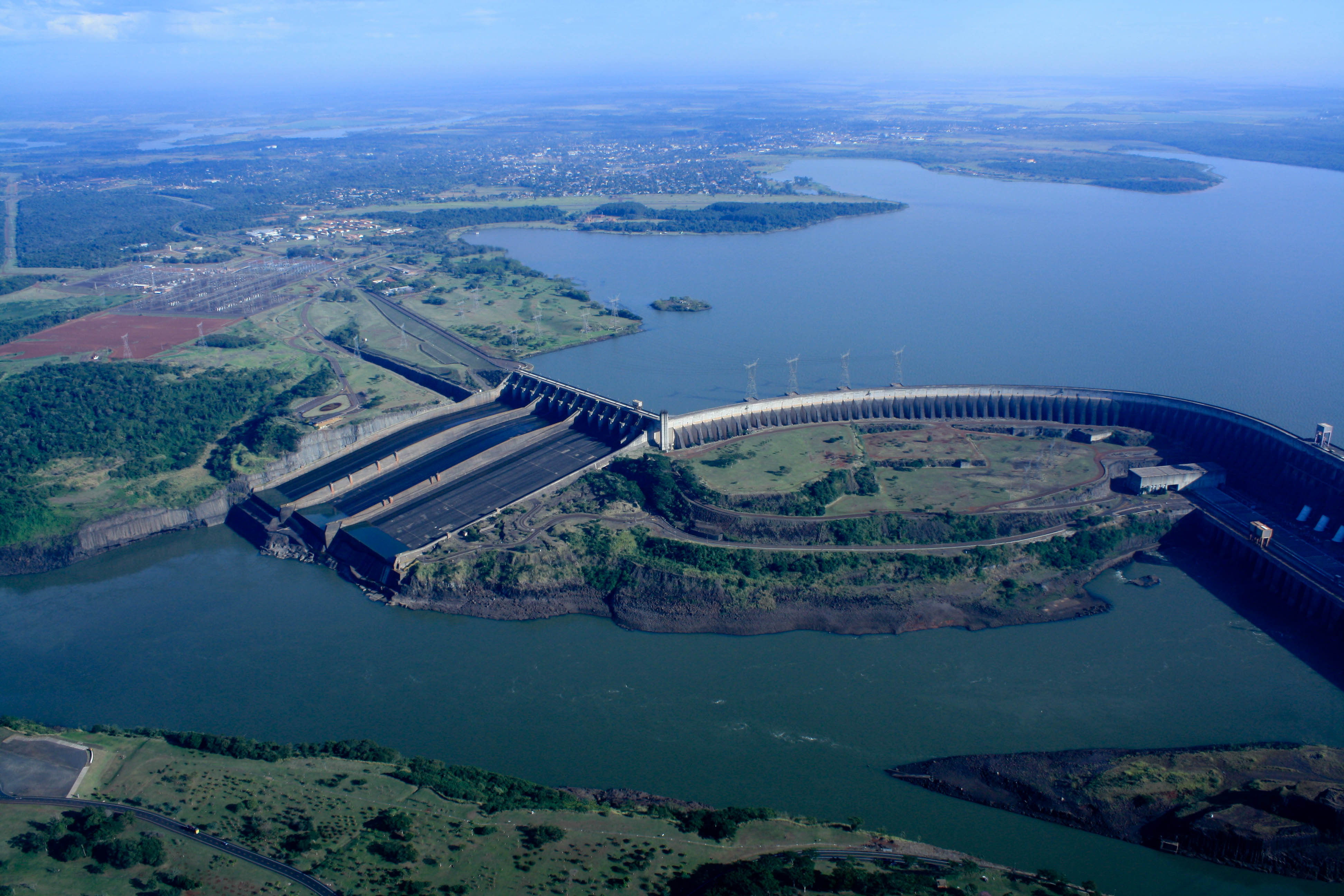
Vista del aliviadero de la Planta de Itaipu.

Esto tendría consecuencias negativas de otras formas, ya que fomentaría el uso de centrales eléctricas de carbón y gas natural, que son importantes emisores de gases de efecto invernadero.

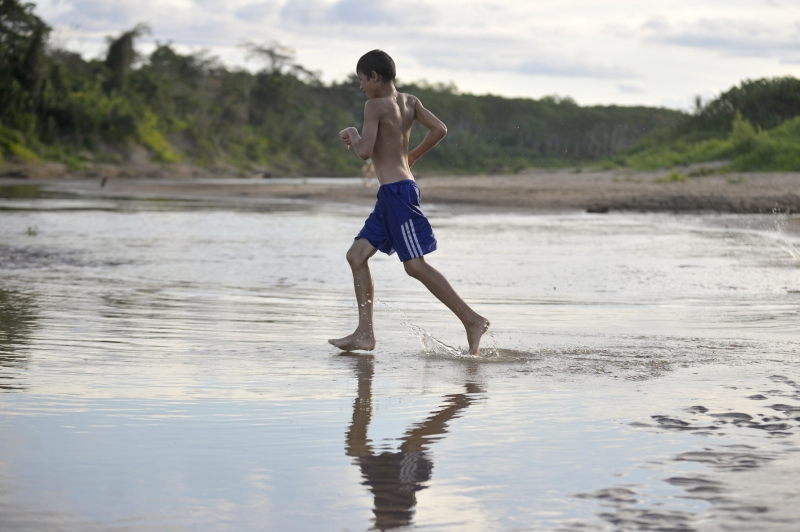
La sequía del río Acre de 2012 permitió cruzarlo a pie. El río Acre ha mostrado niveles cada vez más extremos, tanto en inundaciones como en sequías.

### Impactos sociales y culturales

#### Ciudades
La investigadora Andrea Santos, secretaria ejecutiva de PBMC, advirtió en 2013 sobre el probable impacto en megaciudades como Río y São Paulo, señalando que la infraestructura actual, especialmente en transporte y movilidad urbana, no fue diseñada para enfrentar el aumento de temperaturas y lluvias más intensas.

#### Gente indígena
Los pueblos indígenas consisten en 40 millones de la población de América Latina y el Caribe. Habitan la mayoría de las zonas rurales pobres en países como Ecuador, Brasil, Perú y Paraguay. Esto hace que estas poblaciones sean extremadamente susceptibles a las amenazas del cambio climático debido a factores socioeconómicos, geográficos y políticos.

### Impactos en la salud

#### Olas de calor
En un informe de 2015 se dio una alerta especial por el aumento del riesgo de olas de calor extremo, que afectan principalmente a los ancianos y las regiones Norte y Nordeste, agravando aún más enfermedades preexistentes, como los problemas respiratorios. José Feres, del Instituto de Investigación Económica Aplicada, dijo que el envejecimiento de la población de Brasil está particularmente en riesgo. El informe también señaló la tendencia al aumento de enfermedades infecciosas endémicas como la malaria, el dengue y la leptospirosis, la tendencia al aumento de los problemas de conservación de la red vial y mostró preocupación por la poca preparación de Brasil en el manejo de desastres climáticos. y la escasa información disponible sobre los impactos futuros del aumento del nivel del mar.

#### Inundaciones y deslizamientos de tierra
Solo en la ciudad de São Paulo, donde se prevé un aumento de las lluvias, las inundaciones provocan una pérdida de 762 millones de reales por año. En las inundaciones y deslizamientos de tierra en Río de Janeiro en 2011, la mayor tragedia natural jamás vivida en el país, 906 personas murieron, 400 desaparecieron, 30.000 tuvieron que abandonar sus hogares, 770 laderas vieron comprometida su estabilidad y deberán ser reconsolidado a un costo estimado de 3.3 billones de reales. La pérdida para las empresas alcanzó R $ 470 millones. En 2011, según el cálculo de la ONU, las inundaciones en todo Brasil totalizaron 10 mil millones de reales en pérdidas materiales y cobraron más de mil vidas, además de dejar multitudes de personas sin hogar y producir desórdenes de varios órdenes que tardarán años en equilibrarse.
Un informe de 2013 encontró que la región costera, donde vive la gran mayoría de la población del país, debe recibir atención especial, en vista de un probable aumento de inundaciones, deslizamientos de tierra, clima severo, erosión costera, aumento del nivel del mar y otros desastres naturales causados.

## Mitigación y adaptación

### Esfuerzos gubernamentales

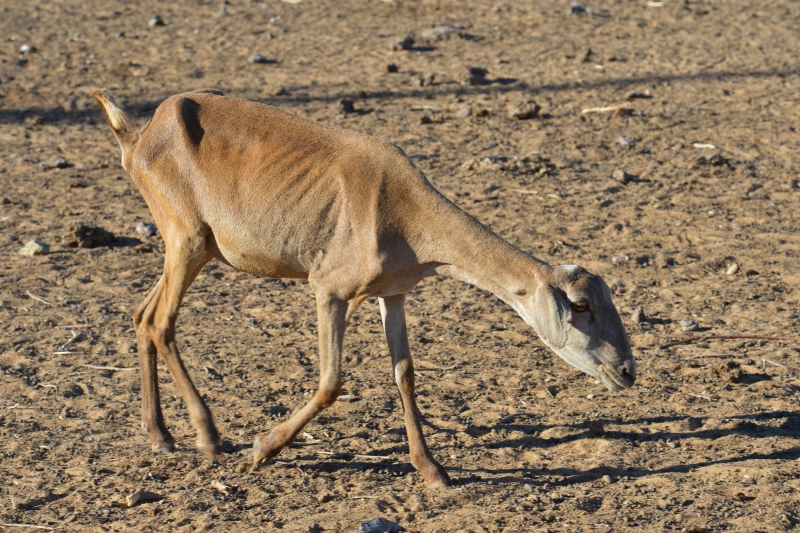
Cabra demacrada en Petrolina, 2013, en la peor sequía de los últimos 50 años en el Semiárido Nororiental. El Semiárido es uno de los biomas que debería recibir aún menos lluvia hasta el 2100, agravando una situación crónica de escasez de agua.

Suzana Bustamante, una de las coordinadoras del Grupo de Trabajo 3 del V Informe del IPCC, considera que las mayores amenazas que pesan sobre Brasil provienen de la esperada reducción de lluvias en la mayor parte del área de producción y captación de alimentos para hidroeléctrica y consumo, la estrategia del país, tanto adaptativo como mitigador, de invertir en la reducción de la deforestación debe ser una prioridad para el país, ya que los bosques son los principales productores y conservadores de los recursos hídricos, además de todos los demás servicios ambientales esenciales que brindan y toda la biodiversidad que albergan. Brasil es el país con mayor biodiversidad del mundo, una riqueza invaluable que corre un gran riesgo y sufre pérdidas continuas.
Jair Bolsonaro ha dicho que los extranjeros deben dejar de quejarse de los incendios en la Amazonía y de las políticas ambientales del país y en 2020 los acusó de una "brutal campaña de desinformación".

#### Brasil 2040: escenarios y alternativas de adaptación al cambio climático
Publicado en 2015 por la Secretaría de Desarrollo Sostenible de la Secretaría de Asuntos Estratégicos de la Presidencia de la República, el informe Brasil 2040 fue considerado por el Observatorio del Clima como el mayor estudio realizado hasta la fecha sobre cambio climático en Brasil. Tuvo como objetivo principal orientar al gobierno para el establecimiento de una política climática más coherente y sólida, con foco en las áreas de salud, recursos hídricos, energía, agricultura e infraestructura (costera y transporte), y utilizando dos modelos teóricos que fueron utilizados por el IPCC. El informe obtuvo resultados que son ampliamente consistentes con otros estudios, apuntando a un país que será mayormente más seco y cálido en el futuro.

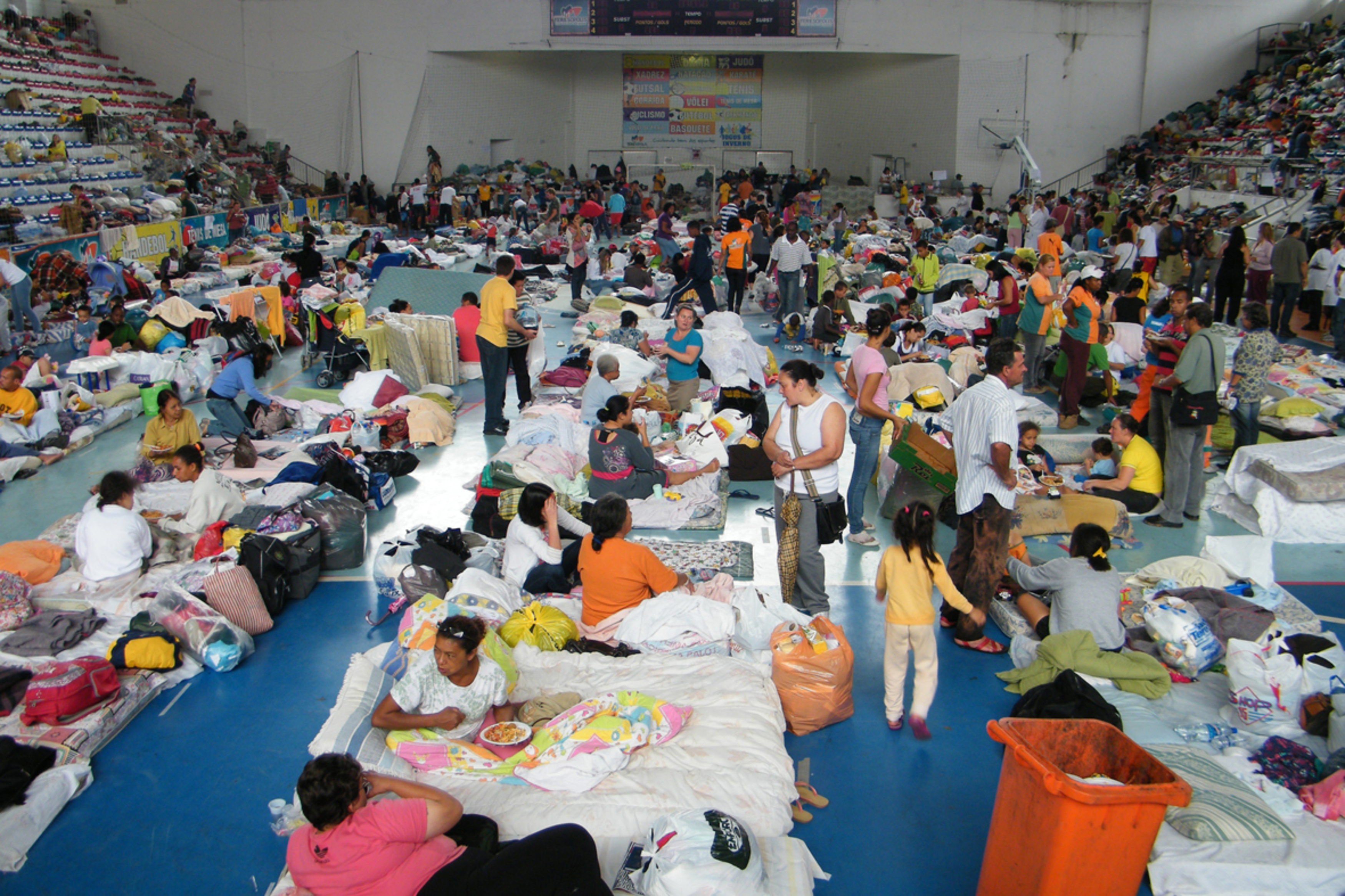
Personas sin hogar por la inundación de 2011 en Teresópolis, estado de Río, en la región Sudeste, que según las previsiones deberían empezar a recibir aún más lluvias hasta finales de siglo, aumentando los riesgos para la población.

Brasil 2040 enfatizó la falta de preparación del país para enfrentar los desastres climáticos esperados que se espera que se agraven con el avance del cambio climático, como grandes sequías e inundaciones, tormentas, aumento del nivel del mar y deslizamientos de tierra provocados por lluvias torrenciales. También se identificó que a pesar de los numerosos programas de mitigación y adaptación ya aprobados por la Unión, los Estados y los Municipios, por lo general no salen del papel, ni producen resultados tímidos o marginales.

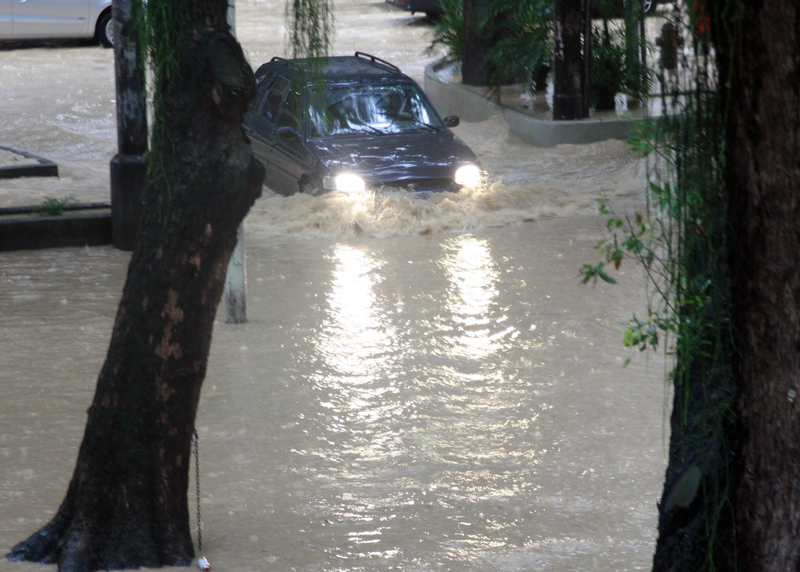
Dificultades de la movilidad urbana en las lluvias torrenciales del 6 de abril de 2010 en la ciudad de Río.

Analizando el caso de la estructura de apoyo a emergencias en la ciudad de Río de Janeiro, se señaló que la mayoría de los recursos para atender a la población (hospitales, instalaciones militares y policiales, cuerpos de bomberos, etc.) se ubican en medio o alto. áreas. vulnerabilidad a desastres naturales, a lo largo de ríos y canales o en regiones bajas, que pueden inundarse fácilmente, o en la costa, sujetas a niveles crecientes y tormentas costeras, y pueden verse comprometidas incluso en pequeños eventos climáticos, dañando su funcionalidad e impactos crecientes en la sociedad. La mayoría de las plantas de tratamiento de agua y aguas residuales están ubicadas en las mismas regiones, así como en muchos puntos de las principales carreteras y calles, incluidos algunos cruces de carreteras principales, lo que ofrece mayores riesgos en caso de desastre en términos de saneamiento, suministro y transporte. de flagelados. Peor aún es la situación del transporte en metro, que se encuentra mayoritariamente en regiones de alta vulnerabilidad. Citando la amenaza del aumento del nivel del mar, se señaló que existe un valor inmobiliario del orden de 124 mil millones de reales ubicados en áreas de alta vulnerabilidad y 2,7 billones de reales en áreas de mediana vulnerabilidad. En el caso de la ciudad de Santos, la mayor parte del área urbana se encuentra en un área de alta vulnerabilidad y muchas en áreas de muy alta vulnerabilidad, lo que pone a toda la ciudad en alto riesgo, con más de R $ 100 mil millones en valores inmobiliarios. en regiones de alta vulnerabilidad. El informe indicó que estos ejemplos se pueden extrapolar a muchas otras regiones de Brasil con una alta densidad demográfica, ya que la mayoría de las ciudades se encuentran en regiones costeras bajas o junto a ríos, lagos y laderas frágiles. Las áreas portuarias también presentan mayores riesgos de deterioro o destrucción de estructuras, inundaciones, sedimentación de canales y barras estuarinas y otros, y de ellos depende gran parte del comercio nacional e internacional de Brasil.
Suzana Kahn Ribeiro, presidenta del Comité Científico del Panel Brasileño de Cambio Climático, tiene una opinión muy similar: "Brasil necesita encontrar una dirección, definir lo que quiere ser cuando sea grande ... Brasil está mostrando señales contradictorias Todo el tiempo. Reducimos el IPI sobre el automóvil para que todos se embotellen en el tráfico. Estamos experimentando un apagón de la coordinación climática".
Incluso algunos sectores de gobierno coinciden en que hay problemas en esta área: Carlos Nobre, secretario de Políticas y Programas de Investigación y Desarrollo del Ministerio de Ciencia, Tecnología e Innovación, dijo que "el Ministerio de Ciencia y Tecnología está haciendo su parte, invirtiendo en el desarrollo de la investigación y la generación de conocimiento, pero todavía hay una falta de integración entre la investigación y la formulación de políticas".

### Respuestas públicas
Un informe de 2013 tuvo como objetivo disipar algunos mitos arraigados que representan grandes obstáculos para la aceptación generalizada de los proyectos de mitigación, como que el progreso y la conservación de la naturaleza se oponen, o que la consecuencia de la reducción de emisiones será una recesión económica.

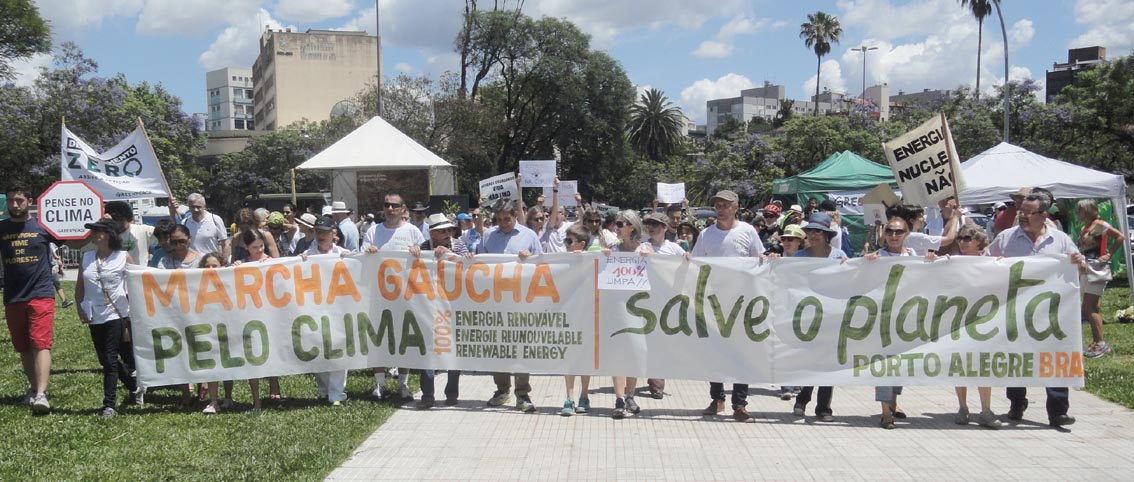
Marcha Gaúcha por el Clima, Porto Alegre, 2015.

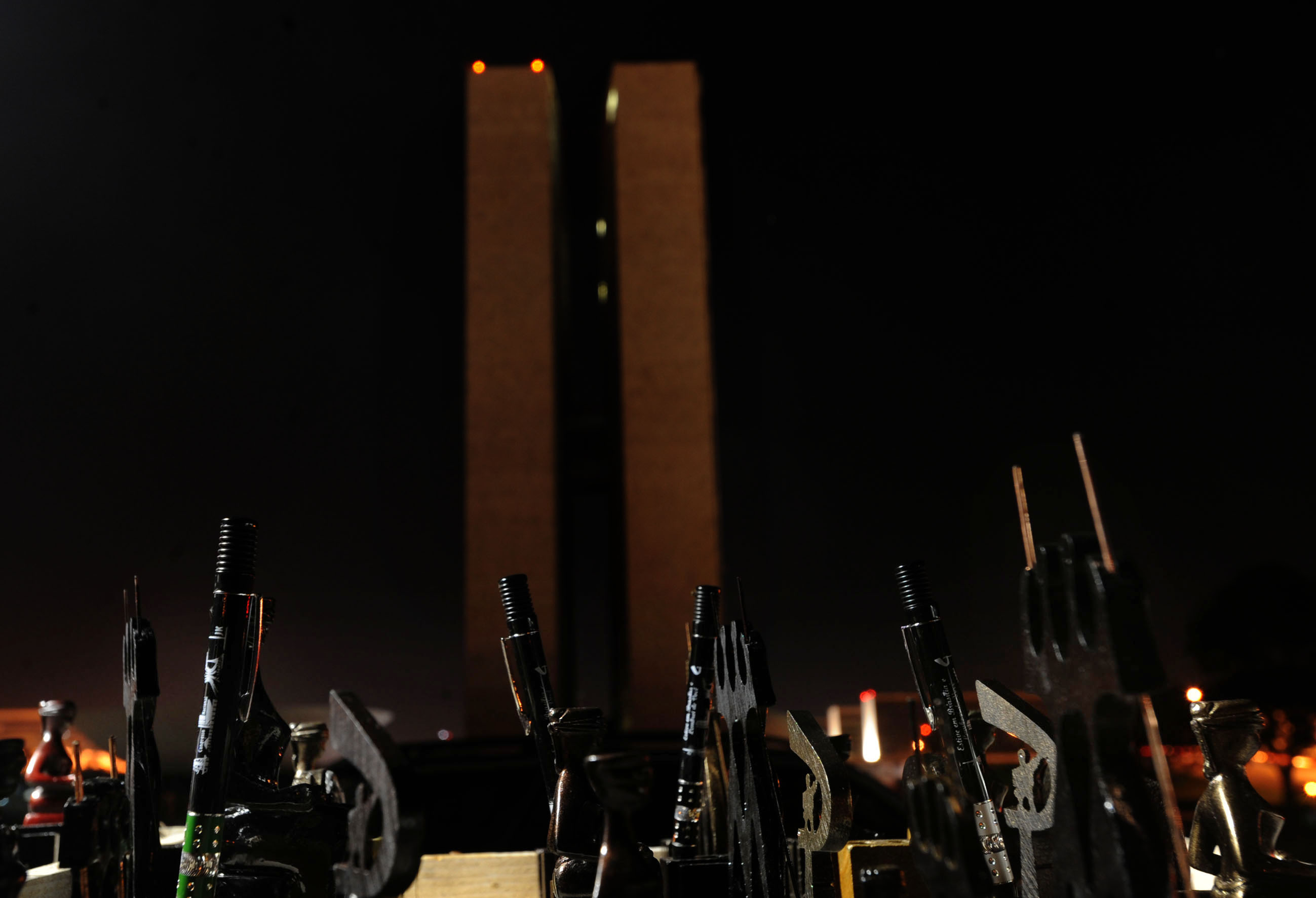
Praça dos Três Poderes, en Brasilia, a oscuras durante la Hora del Planeta 2011, una campaña internacional promovida por el Fondo Mundial para la Naturaleza para crear conciencia sobre el calentamiento y los problemas ambientales.
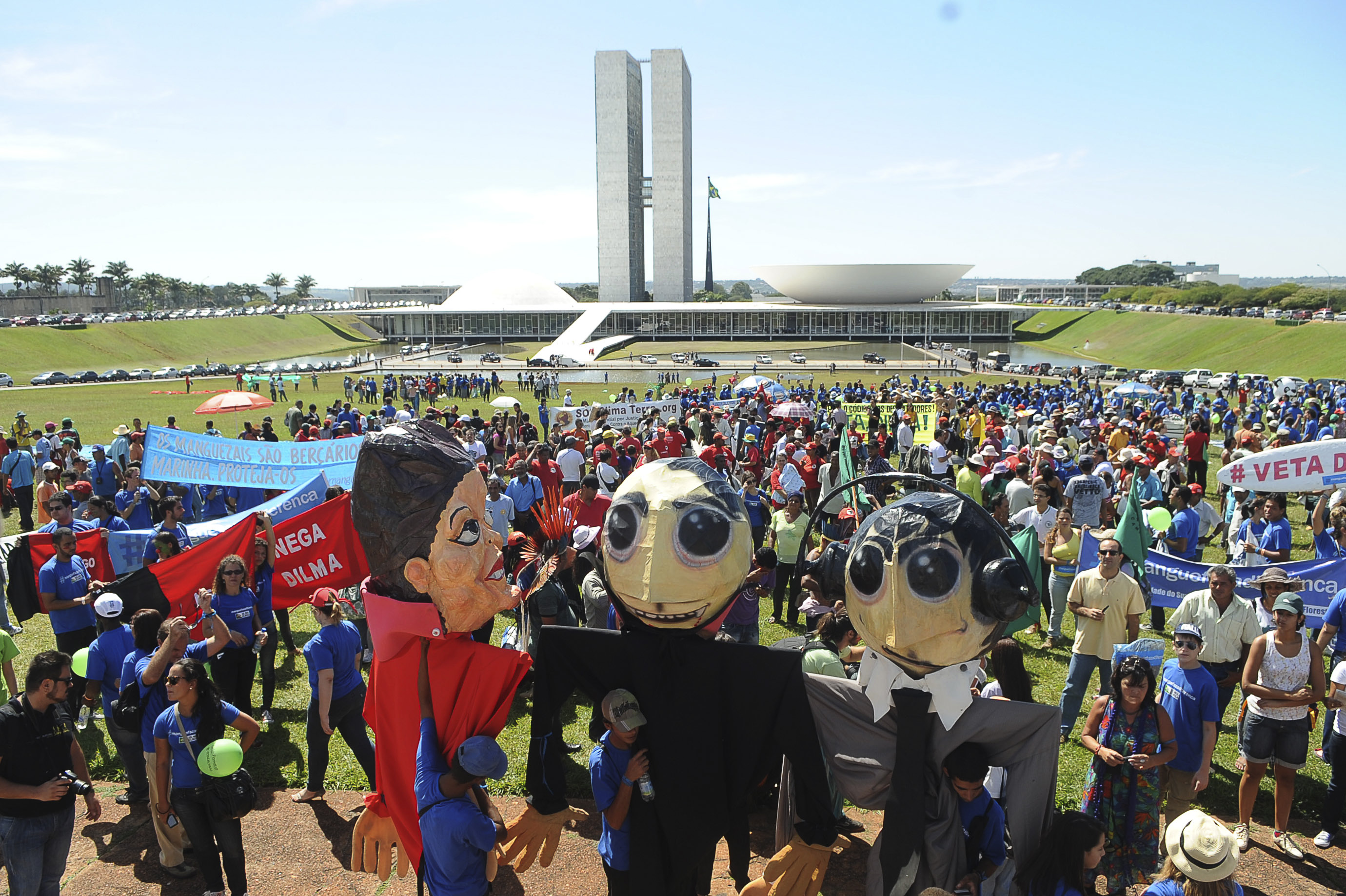
Manifestantes en la Esplanada dos Ministérios de Brasilia contra la aprobación del Nuevo Código Forestal Brasileño.
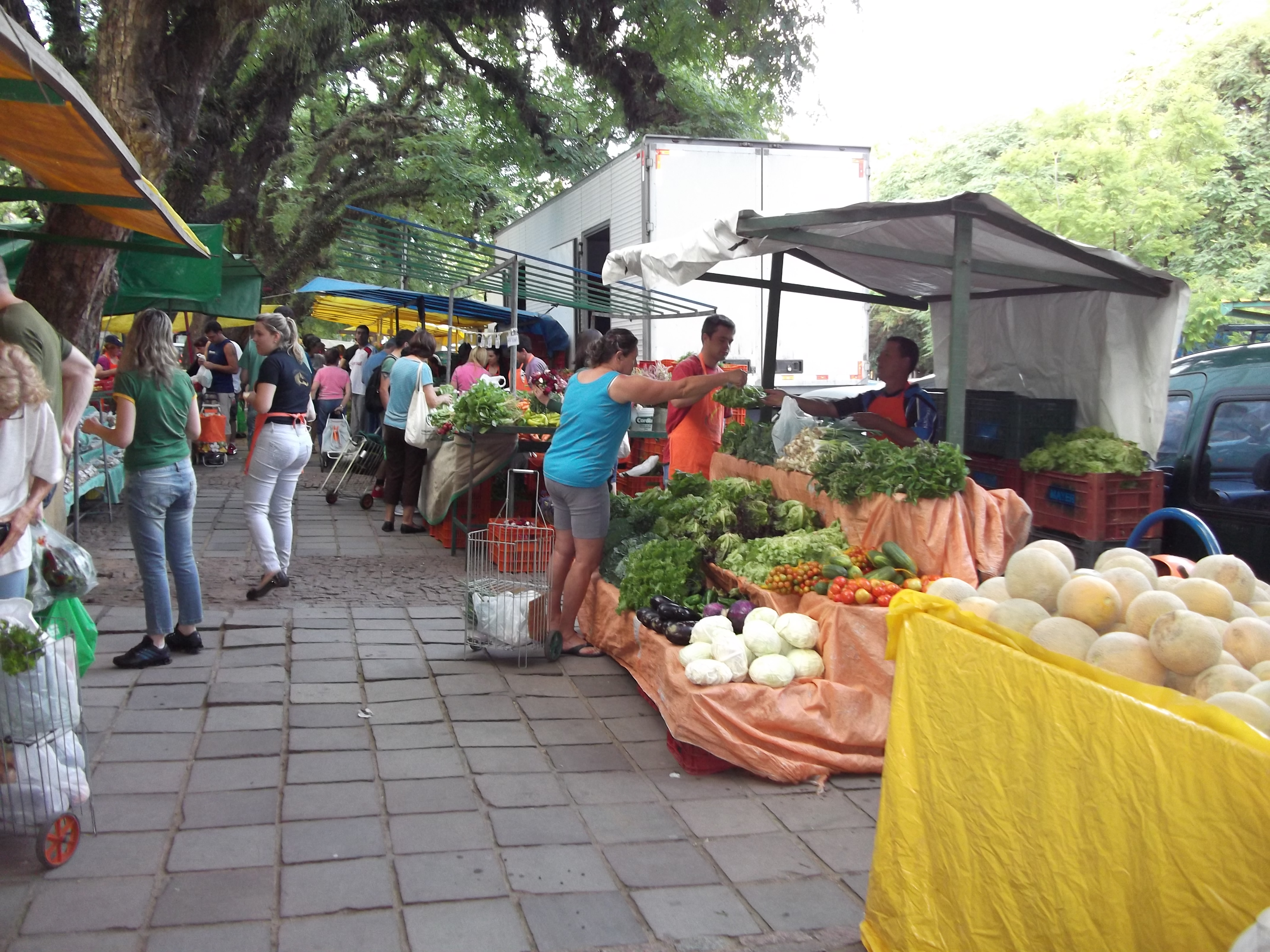
Feria ecológica en Porto Alegre.
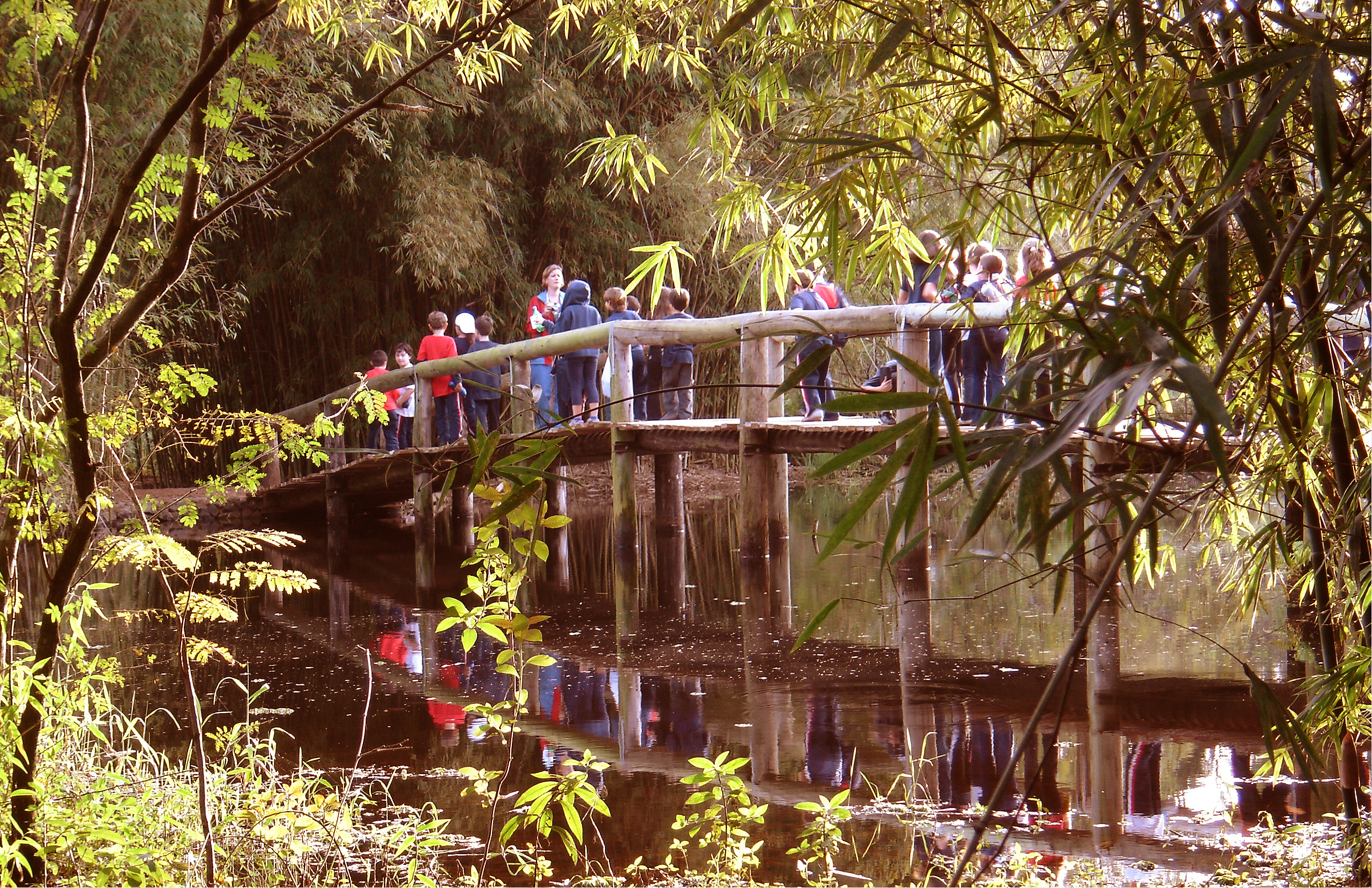
La educación ambiental desde la juventud es fundamental para asegurar el futuro de las nuevas generaciones.

## Véase más
- Incendios forestales en Brasil de 2020
- Impacto ambiental de la ganadería